# Biserka Alibegović
Biserka Alibegović (Prizren, 8. prosinca 1932. - Zagreb, 17. rujna 2017.) bila je hrvatska kazališna, televizijska i filmska glumica.

## Filmografija

### Televizijske uloge
- "Sumorna jesen" (1969.)
- "Mejaši" kao žena (1970.)
- "Kuda idu divlje svinje" kao Venova supruga (1971.)
- "Prosjaci i sinovi" kao Poprda (1972.)
- "Gruntovčani" kao Franca Pišpekova (1975.)
- "Velo misto" (1980.)
- "Jelenko" (1980.)
- "Nepokoreni grad" (1982.)
- "Dosije" (1986.)
- "Zagrljaj" (1988.)

### Filmske uloge
- "Maskerata" (1963.)
- "Ponedjeljak ili utorak" kao Marica (1966.)
- "Sloboda" kao Carmela Longi (1972.)
- "Živjeti od ljubavi" kao poštarica (1973.)
- "Nokturno" (1974.)
- "Deps" kao službenica banke (1974.)
- "Pucanj" kao susjeda (1977.)
- "Mećava" (1977.)
- "Povratak" kao žena sa žutim rubcem (1979.)
- "Noć poslije smrti" (1983.)

## Vanjske poveznice
- Biserka Alibegović u internetskoj bazi filmova IMDb-u (engl.)